# Hypsiboas freicanecae
Hypsiboas freicanecae és una espècie de granota que viu al Brasil.